# Schlacht von Rathmines
Die Schlacht von Rathmines fand in Rathmines, einem heutigen Vorort von Dublin, im August 1649 zwischen den englischen Parlamentstruppen unter Michael Jones und der Allianz aus irischen Konföderierten und englischen Royalisten statt. Die Schlacht war Teil der Rückeroberung Irlands durch Oliver Cromwell und endete mit der Niederlage der Allianz. Der Sieg der englischen Parlamentstruppen sicherte die Anlandung von Oliver Cromwell und seinen Truppen in Dublin einige Tage später.

## Hintergrund
Im Jahr 1649 befand sich Irland bereits seit acht Jahren im Krieg, der mit dem Ausbruch der Irischen Rebellion 1641 begonnen hatte. Während dieser Zeit wurde ein Großteil Irlands von der Konföderation Irland regiert, einer katholischen Regierung in Kilkenny. Die Konföderation schloss eine Allianz mit den englischen Royalisten, die im englischen Bürgerkrieg gegen die Parlamentarier kämpften, deren Plan es u. a. war, nach ihrem Sieg Irland erneut zu erobern, den katholischen Glauben zu unterdrücken und die irischen Landbesitzer zu enteignen. Nach der Allianz mit den Royalisten und der Übernahme des Kommandos der Allianztruppen durch James Butler besaß das englische Parlament nur noch zwei Enklaven in Irland: Dublin und Derry.

## Die Schlacht
Im Juli 1649 marschierte Butler mit seiner 11.000 Mann starken Koalitionstruppe in Richtung Dublin, um die Stadt einzunehmen, die seit 1647 in der Hand einer parlamentarischen Garnison war, und somit eine englische Anlandung an der Ostküste Irlands erheblich zu erschweren. Butler eroberte Rathfarnham Castle und campierte im Palmerstown Park in Rathgar, ca. 5 km südlich von Dublin. Dieses Gebiet, heute vollständig bebaut, war zur damaligen Zeit offenes Gelände. Butler wagte sich mit seinen Truppen nur vorsichtig an Dublin heran und eroberte zunächst die Ortschaften am Rand der Stadt, und im Zuge dessen entsandte er auch eine Gruppe, die die Ruine von Baggotrath Castle (nahe der heutigen Baggot Street-Brücke) besetzen sollte.
Doch Butler rechnete nicht damit, dass Michael Jones die Initiative übernehmen würde, und seine Truppen waren deswegen nicht auf Kampfhandlungen vorbereitet. Am 2. August startete Jones nun seinen Überraschungsangriff aus Richtung des Stadtteils Irishtown, um mit 5.000 Mann Butlers Gruppe bei Baggotsrath anzugreifen, die sich vollkommen überrascht in Richtung Rathmines zurückzogen.
Zu spät erkannte Butler die Situation und schickte nacheinander verschiedene Truppen los, die den Vormarsch der parlamentarischen Truppen aufhalten sollten. Doch Jones Kavallerie umging einfach die Wellen ihnen entgegenstürmender Truppen, überraschte diese von der Seite und zwang sie so, sich nach Rathmines zurückzuziehen. Die Schlacht glich eher einer Jagd auf fliehende Royalisten und Konföderierte durch parlamentarische Truppen. Das Kämpfen endete schließlich, als es einer royalistischen Truppe gelang, in den Rücken der parlamentarischen Soldaten zu gelangen, und so den eigenen Soldaten die Flucht ermöglichte.
Butler behauptete, weniger als 1.000 Mann verloren zu haben. Dagegen sprach Jones von mehr als 3.000 Toten und 2.500 Gefangenen sowie kaum eigenen Verlusten. Historiker tendieren eher zu Jones Zahlen, da auch in heutigen Gefechten, bei denen eine fliehende Armee verfolgt wird, diese oft schwere Verluste hinnehmen muss, während die Verfolger meist wenig Verluste beklagen. Zusätzlich zu den Menschenleben verlor Butler auch seine gesamte Artillerie und alle seine Vorräte.
Nach der Schlacht zog Butler seine verbleibenden Truppen aus dem Gebiet um Dublin zurück und erlaubte so Oliver Cromwell eine gefahrlose Anlandung seiner 15.000 Mann starken Truppe in Dublin. Für Cromwell war der Sieg in dieser Schlacht ein Zeichen Gottes für die Eroberung Irlands.
Butlers Inkompetenz in Sachen Führung bei dieser Schlacht desillusionierte viele irische Konföderierte und erschwerte die Allianz mit den englischen Royalisten. Butler wurde im folgenden Jahr des Kommandos enthoben.

## Wissenswertes
Die Schlacht war Namensgeber einiger örtlicher Wahrzeichen. Das Wirtshaus The Bleeding Horse (Blutendes Pferd), das sich an der heutigen Upper Camden Street befindet, erhielt seinen Namen, als nach der Schlacht ein verwundetes Pferd in eine dortige Taverne lief – eine Tatsache die den damaligen Inhaber zu dieser Namensgebung veranlasste. Weiterhin war ein Gebiet im Stadtteil Rathgar, das allerdings heute überbaut ist, als "Bloody Fields" (blutige Felder) bekannt, da dort fliehende Royalisten von den parlamentarischen Soldaten eingeholt, getötet und begraben worden sein sollen.